# Flaga obwodu rostowskiego
Flaga obwodu rostowskiego (NHR:206) – jeden z symboli tegoż obwodu, została przyjęta 28 października 1996 roku.

## Opis
Flaga ma postać podzielonego na trzy pasy prostokąta: górny — niebieski, środkowy — żółty i na dole — czerwony. Pionowo wzdłuż drzewca rozmieszczony jest biały pas, zajmujący 1/5 szerokości sztandaru. Stosunek szerokości sztandaru do jego długości 2:3.